# Пиронкова, Цветана
Цвета́на Ки́рилова Пиро́нкова (болг. Цветана Кирилова Пиронкова; 13 сентября 1987, Пловдив, Болгария) — болгарская профессиональная теннисистка; полуфиналистка одного турнира Большого шлема в одиночном разряде (Уимблдон-2010); победительница одного турнира WTA в одиночном разряде.

## Биография
Цветана Пиронкова родилась 13 сентября 1987 года в Пловдиве в семье спортсменов Кирила Енчева Пиронкова и Радосветы Чинковой Николовой. Оба супруга имели спортивные достижения: отец был чемпионом Болгарии по гребле на каноэ, а мать выиграла несколько крупных турниров в плавании. С ранних лет родители приучали своих детей к спорту — Цветану, её брата Энчо и сестру Елизавету. Отец начал обучать Цветану игре в теннис, когда ей было четыре года. Позднее, когда она решила играть в теннис профессионально, Кирил Пиронков стал её тренером.
В 2017 году Пиронкова прервала карьеру. В апреле 2018 у неё родился сын.

### Спортивная карьера
Первые годы
После победы в 2001 году в Международном юношеском турнире Atlantic Cup Цветана Пиронкова решила перейти в профессиональный спорт и в 2002 году дебютировала в турнирах ITF.
На первых соревнованиях, на грунтовом 10-тысячнике в Бухаресте, Цветана Пиронкова прошла из квалификации в финал основного турнира. Несколько недель спустя на домашнем 25-тысячнике в Софии она одержала свою первую победу над игроком Top-200, переиграв Эдину Галловиц. Эти успехи позволили болгарке получить большую поддержку от национальной федерации и уже в следующем году впервые сыграть за взрослую сборную команду страны.
Пиронкова постепенно улучшала свой рейтинг, участвуя в небольших турнирах и продвигаясь в рейтинговых таблицах благодаря успехам на них. Локальные успехи на турнирах с призовым фондом 25 000 и 50 000 долларов со временем подняли Пиронкову в середину третьей сотни. В мае 2005 года 17-летняя болгарка начала новую стадию своего прогресса: получив первую в своей карьере возможность сыграть в квалификации турнира WTA в Стамбуле, она не только преодолела её, но и смогла победить трёх игроков первой сотни рейтинга и дойти до полуфинала, уступив лишь первой сеянной соревнования — американке Винус Уильямс. Следом болгарка успешно провела ещё один крупный турнир: на 75-тысячнике в Загребе пробравшись из квалификации в финал основы, где её остановила чешка Зузана Ондрашкова. Эти два турнира подняли Пиронкову на 137-ю строчку, позволив в июне дебютировать в квалификации турнира Большого шлема — на Уимблдоне. Первое же участие в отборе едва не закончилось выходом в основную сетку: Пиронкова уверенно прошла первые два круга этого турнира, но в финале уступила украинке Юлии Вакуленко. Позже болгарка попробует свои силы в отборе US Open, но также потерпит неудачу.
Дальнейшие успехи
Локальная неудача на травяных кортах никак не повлияла на Пиронкову: в июле она вновь добралась до полуфинала соревнования WTA — на этот раз в Палермо, попутно записав на свой счёт ещё пару побед над игроками первой сотни. До конца сезона 2005 года болгарка попыталась играть крупные турниры в Европе, локальные успехи на которых позволили ей самой войти в первую сотню и закрепиться в ней. В январе следующего года Пиронкова уже без отбора смогла сыграть австралийский турнир Большого шлема. Дебют на новом уровне обратил на себя внимание многих профильных СМИ: юной болгарке выпало сыграть с десятой ракеткой посева — американкой Винус Уильямс — и она не только смогла должным образом подготовиться к этому событию, но и обыграть титулованную соперницу в затяжном третьем сете — 9:7.
Дальнейший сезон 2006 года был полон и других локальных побед, но особого рывка в стабильности Пиронкова сделать не смогла, при этом чуть поднявшись в рейтинге и всё меньше играя соревнования ITF, зачастую предпочитая им отборочные сетки турниров WTA. Был в том году в исполнении Пиронковой и ещё один выход в полуфинал соревнования тура ассоциации: в августе она вышла в эту стадию на хардовом призе в Стокгольме, переиграв пару сеянных соперниц и уступив лишь будущей чемпионке — китаянке Чжэн Цзе. Через год болгарка вновь дошла до этой стадии на шведском турнире, но в целом следующий год прошёл значительно менее результативно: пришлось чаще играть турниры ITF, а на US Open Пиронкова и вовсе не смогла отобраться напрямую, вынужденная впервые за восемь турниров серии сыграть в отборе, который, впрочем, успешно преодолела. Вскоре после того нью-йоркского приза Пиронкова выиграла на какой-то момент свой самый крупный турнир во взрослой карьере, победив на 100-тысячнике в Бордо, где в финале была переиграна француженка Ализе Корне.
После спада Пиронкова смогла в 2008 году провести куда более стабильный сезон, взобравшись в первую полусотню. Одним из слагаемых подъёма выступили пару результативных недель на майском грунте, когда Пиронкова сначала вышла в четвертьфинал крупного турнира в Риме, попутно переиграв тогдашнюю третью ракетку мира Ану Иванович, а затем добравшись до полуфинала менее статусных соревнований в Стамбуле. Ещё одной ступенькой в подъёме того года стал домашний турнир в Софии, под Пиронкову выросший в том сезоне до 100-тысячника: болгарка смогла добраться там до финала, где уступила Нурии Льягостере Вивес. Небольшой всплеск сменился очередным спадом результатов: в 2009 году Пиронкова часто покидала турниры уже после 1-2 матча и к концу сезона с трудом удержалась в первой сотне; попытка осенью играть менее статусные турниры не привела к особым изменениям — Пиронкова постепенно опускалась всё ниже в классификации и лишь выход в октябре из квалификации в четвертьфинал основы крупного турнира в Москве избавил её от необходимости играть в Мельбурне отборочное соревнование на местном турнире Большого шлема.
2010—2014
В 2010 году Пиронкова смогла раскрыться в профессиональных турнирах с новой стороны: ещё весной периодически участвуя в 25-тысячниках, к осени она смогла взобраться на 31-ю строчку рейтинга. Постепенно возвращалась уверенность в своих действиях, существенно растерянная годом ранее: начав с отдельных удачных матчей Пиронкова постепенно смогла и регулярно обыгрывать более стабильных соперниц. В мае 2010 года на турнире в Варшаве ей удалось пройти Елену Дементьеву. Несколько недель спустя она сумела пройти в полуфинал одиночного турнира на Уимблдоне в 2010 году, обыграв на этом пути Винус Уильямс и Марион Бартоли. Цветана Пиронкова стала первой болгарской теннисисткой, вышедшей в полуфинал британского турнира Большого шлема.
За этой серией успехов не последовало дальнейших успехов: болгарка не показывала хоть сколько-нибудь серьёзных результатов большую часть года, но к травяному сезону регулярно выходя на пик готовности: в 2011-м она сыграла на Уимблдоне в четвертьфинале, уступив лишь Петре Квитовой, а пару лет спустя добравшись здесь до четвёртого раунда. На протяжении большей части сезона Пиронкова редко одерживала за турнир больше 1-2 побед, но до поры этого хватало для того, чтобы удерживаться в сотне сильнейших. Редкий успех в этот период не на рубеже весны и лета пришёлся на US Open-2012, где Пиронкова впервые в своей карьере на турнирах Большого шлема смогла выиграть сразу три матча в основной сетке одного приза. В 2013 году болгарка провела худший сезон за десять последних лет в профессиональном турнире, скатившись к концу сезона на 108-ю строчку классификации и лишь чудом отобравшись в основную сетку австралийского турнира Большого шлема.
Падение ниже определённого уровня привело к новому подъёму: на одном из стартовых соревнований сезона-2014 Пиронкова смогла показать себя с лучшей стороны и на австралийском харде: на соревновании в Сиднее болгарка начала свой путь в отборочном турнире, а в итоге завоевала свой дебютный титул на подобном уровне, переиграв в трёх последних матчах трёх игроков Top10.
2020
Пиронкова возобновила карьеру на US Open и во втором круге выбила из борьбы Гарбинье Мугурусу. Уступила в четвертьфинале Серене Уильямс.
Сборная и национальные турниры
Цветана Пиронкова представляла Болгарию на двух Олимпиадах: в 2008 году в Пекине и в 2012 — в Лондоне, каждый раз участвуя в одиночных соревнованиях. Оба раза Пиронкова ограничивалась выигрышем одного матча.
С 2003 по 2016 год Пиронкова регулярно выступала за сборную страны Кубке Федерации, став рекордсменкой команды по числу участий в матчевых встречах и по числу сезонов, когда она проводила за команду хотя бы одну встречу.

## Рейтинг на конец года
| Год  | Одиночный рейтинг | Парный рейтинг |
| 2017 | 166               |                |
| 2016 | 64                |                |
| 2015 | 59                | 916            |
| 2014 | 38                | 353            |
| 2013 | 108               | 365            |
| 2012 | 42                | 1105           |
| 2011 | 46                | 335            |
| 2010 | 35                |                |
| 2009 | 97                | 182            |
| 2008 | 44                | 204            |
| 2007 | 95                |                |
| 2006 | 64                | 309            |
| 2005 | 86                |                |
| 2004 | 270               |                |
| 2003 | 334               |                |
| 2002 | 518               |                |

## Выступления на турнирах

### Финалы турнировWTAв одиночном разряде (1)

#### Победы (1)
| Легенда:                    |
| --------------------------- |
| Турниры Большого Шлема (0)  |
| Олимпиада (0)               |
| Итоговый чемпионат года (0) |
| Premier Mandatory (0)       |
| Premier 5 (0)               |
| Premier (1)                 |
| International (0)           |

| Титулы по покрытиям | Титулы по месту проведения матчей турнира |
| ------------------- | ----------------------------------------- |
| Хард (1)            | Зал (0)                                   |
| Грунт (0)           | Зал (0)                                   |
| Трава (0)           | Открытый воздух (1)                       |
| Ковёр (0)           | Открытый воздух (1)                       |

| №  | Дата           | Турнир            | Покрытие | Соперница в финале | Счёт    |
| 1. | 10 января 2014 | Сидней, Австралия | Хард     | Анжелика Кербер    | 6-4 6-4 |

### Финалы турнировITFв одиночном разряде (13)

#### Победы (6)
| Легенда:        |
| --------------- |
| 100.000 USD (1) |
| 75.000 USD (0)  |
| 50.000 USD (0)  |
| 25.000 USD (1)  |
| 10.000 USD (4)  |

| Титулы по покрытиям | Титулы по месту проведения матчей турнира |
| ------------------- | ----------------------------------------- |
| Хард (3)            | Зал (1)                                   |
| Грунт (2)           | Зал (1)                                   |
| Трава (0)           | Открытый воздух (5)                       |
| Ковёр (1)           | Открытый воздух (5)                       |

| №  | Дата             | Турнир            | Покрытие | Соперник в финале | Счёт       |
| 1. | 29 сентября 2002 | Волос, Греция     | Ковёр    | Тина Шмассманн    | 7-6(3) 7-5 |
| 2. | 29 июня 2003     | Орестиада, Греция | Хард     | Симона-Юлия Матей | 6-1 6-4    |
| 3. | 3 августа 2003   | Стамбул, Турция   | Хард     | Ипек Шенолу       | 7-6(2) 6-0 |
| 4. | 2 ноября 2003    | Стамбул, Турция   | Хард(i)  | Шахар Пеер        | 6-3 6-2    |
| 5. | 10 апреля 2005   | Рим, Италия       | Грунт    | Магда Михалаке    | 7-5 7-5    |
| 6. | 12 сентября 2007 | Бордо, Франция    | Грунт    | Ализе Корне       | 6-2 6-3    |

#### Поражения (7)
| №  | Дата             | Турнир             | Покрытие | Соперник в финале      | Счёт        |
| 1. | 18 августа 2002  | Бухарест, Румыния  | Грунт    | Моника Никулеску       | 1-6 6-7(4)  |
| 2. | 28 августа 2003  | Волос, Греция      | Ковёр    | Сесиль Каратанчева     | 4-6 6-2 2-6 |
| 3. | 21 ноября 2004   | Барселона, Испания | Грунт    | Лаура Поус-Тио         | 6-4 5-7 2-6 |
| 4. | 30 января 2005   | Бельфор, Франция   | Хард(i)  | Сандра Клейнова        | 4-6 3-6     |
| 5. | 11 июня 2005     | Загреб, Хорватия   | Грунт    | Зузана Ондрашкова      | 6-4 4-6 3-6 |
| 6. | 20 ноября 2005   | Довиль, Франция    | Грунт(i) | Виктория Кутузова      | 4-6 6-7(2)  |
| 7. | 21 сентября 2008 | София, Болгария    | Грунт    | Нурия Льягостера Вивес | 2-6 3-6     |

## История выступлений на турнирах
По состоянию на 27 января 2014 года.
Для того, чтобы предотвратить неразбериху и удваивание счета, информация в этой таблице корректируется только по окончании участия там данного игрока.
| Турнир                       | 2005          | 2006          | 2007          | 2008  | 2009          | 2010          | 2011          | 2012  | 2013  | 2014  | Итог   | В/П за карьеру |
| ---------------------------- | ------------- | ------------- | ------------- | ----- | ------------- | ------------- | ------------- | ----- | ----- | ----- | ------ | -------------- |
| Турниры Большого Шлема       |               |               |               |       |               |               |               |       |       |       |        |                |
| Открытый чемпионат Австралии | -             | 2Р            | 1Р            | 2Р    | 2Р            | 2Р            | 2Р            | 2Р    | 1Р    | 2Р    | 0 / 9  | 7-9            |
| Открытый чемпионат Франции   | -             | 2Р            | 1Р            | 2Р    | 1Р            | 1Р            | 2Р            | 2Р    | 1Р    |       | 0 / 8  | 4-8            |
| Уимблдон                     | К             | 2Р            | 1Р            | 1Р    | 1Р            | 1/2           | 1/4           | 2Р    | 4Р    |       | 0 / 9  | 16-9           |
| Открытый чемпионат США       | К             | 1Р            | 2Р            | 1Р    | 1Р            | 2Р            | 2Р            | 4Р    | 1Р    |       | 0 / 9  | 10-9           |
| Итог                         | 0 / 2         | 0 / 4         | 0 / 4         | 0 / 4 | 0 / 4         | 0 / 4         | 0 / 4         | 0 / 4 | 0 / 4 | 0 / 1 | 0 / 35 |                |
| В/П в сезоне                 | 3-2           | 3-4           | 4-4           | 2-4   | 1-4           | 7-4           | 7-4           | 6-4   | 3-4   | 1-1   |        | 37-35          |
| Олимпийские игры             |               |               |               |       |               |               |               |       |       |       |        |                |
| Летняя олимпиада             | Не проводился | Не проводился | Не проводился | 2Р    | Не проводился | Не проводился | Не проводился | 2Р    | НП    | НП    | 0 / 2  | 2-2            |

К — проигрыш в квалификационном турнире.